# Рокитнівська сільська рада
Роки́тнівська сільська́ ра́да — колишній орган місцевого самоврядування в Рокитнівському районі Рівненської області. Адміністративний центр — село Рокитне.

## Загальні відомості
- Рокитнівська сільська рада утворена в 1940 році.
- Територія ради: 166,4 км²
- Населення ради: 5 989 осіб (станом на 2001 рік)
- Територією ради протікає річка Бунів.

## Населені пункти
Сільській раді підпорядковані населені пункти:
- с. Рокитне
- с. Лісове
- с. Осницьк
- с. Старики

## Склад ради
Рада складається з 30 депутатів та голови.
- Голова ради: Гончар Петро Михайлович
- Секретар ради: Богданець Наталія Павлівна

### Керівний склад попередніх скликань
| Прізвище, ім'я, по батькові | Основні відомості                                                 | Дата обрання | Дата звільнення |
| --------------------------- | ----------------------------------------------------------------- | ------------ | --------------- |
| Гончар Петро Михайлович     | Сільський голова, 1953 року народження, освіта вища, безпартійний | 26.03.2006   | 31.10.2010      |
| Гончар Петро Михайлович     | Сільський голова, 1953 року народження, освіта вища, безпартійний | 31.10.2010   |                 |

Примітка: таблиця складена за даними сайту Верховної Ради України